# 야마다쇼촌
야마다쇼촌(일본어: 山田荘村)은 일본 교토부 소라쿠군에 설치되었던 촌이다.